# Anthracoceros albirostris
Anthracoceros albirostris е вид птица от семейство Носорогови птици (Bucerotidae).

## Разпространение
Видът е разпространен в Бангладеш, Бутан, Бруней, Виетнам, Индия, Индонезия, Камбоджа, Китай, Лаос, Малайзия, Мианмар, Непал, Сингапур и Тайланд.